# Honda VFR 800 X Crossrunner
Die VFR 800 X ist ein Motorrad des japanischen Fahrzeugherstellers Honda. Der Allrounder wurde am 7. November 2010 auf der Mailänder Zweiradmesse EICMA vorgestellt. Verkaufsstart war im Mai 2011, die Verkaufsbezeichnung lautet Crossrunner [krɒs ˈrʌnəʳ] (deutsch Querfeldeinläufer). Für das Modelljahr 2015 wurde der Crossrunner von Honda komplett überarbeitet. Das Design wurde am Crosstourer angelehnt. Der Modellcode lautet nun RC 80.

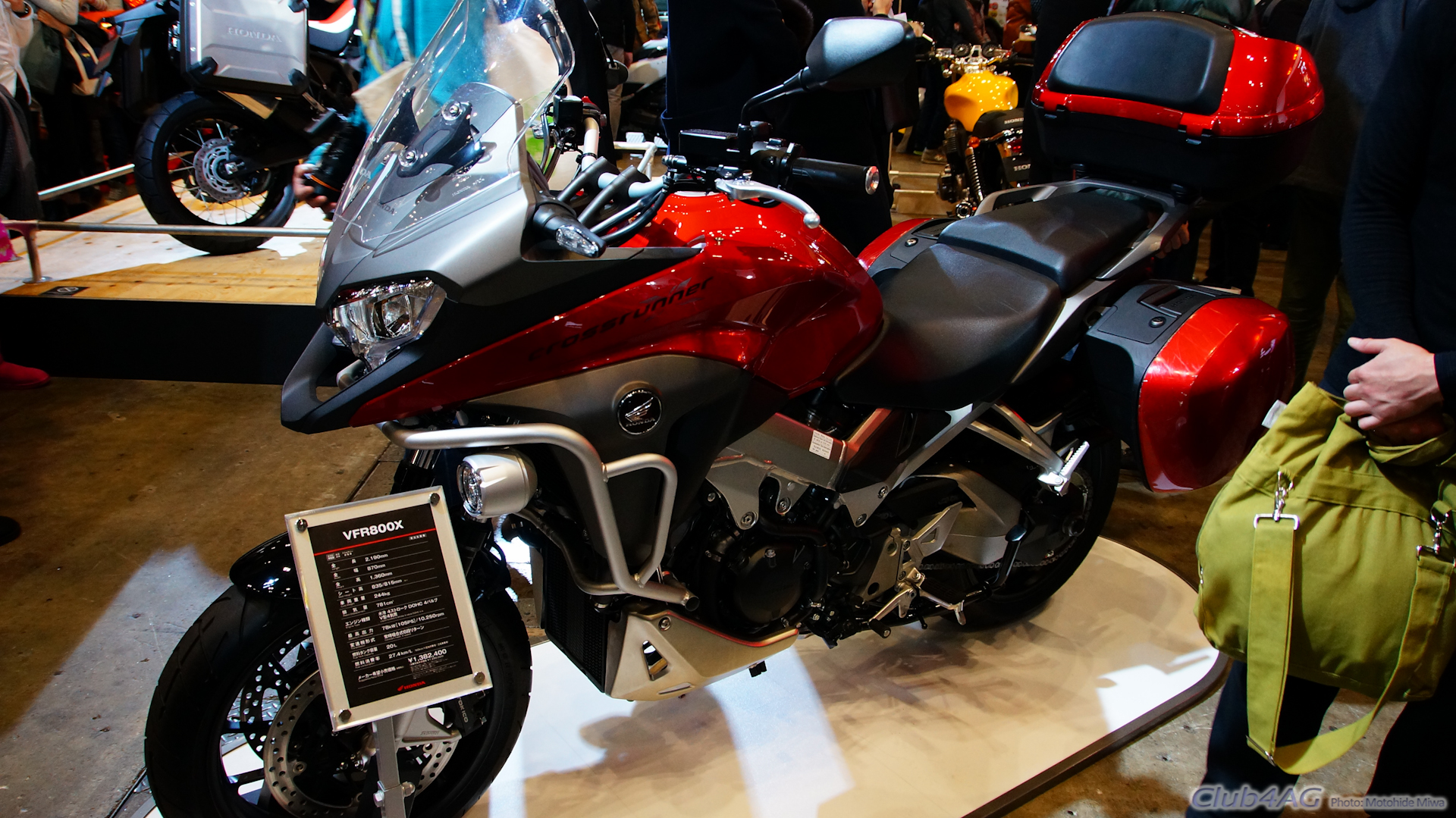
Honda VFR 800 X, Bj.2016, rot

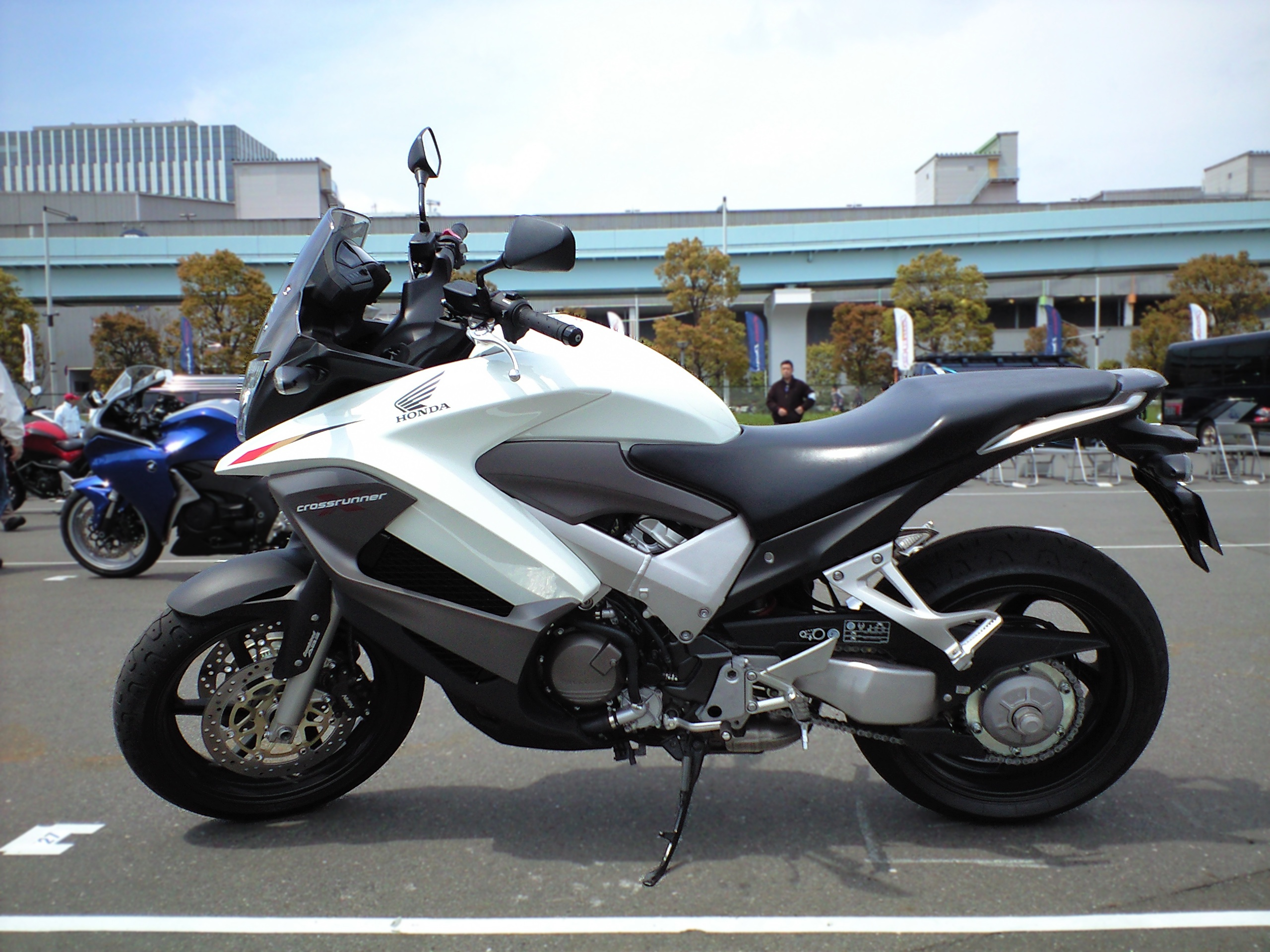
Honda VFR 800 X, weiss

## Konzept
Die Crossrunner vereint den Motor, den Rahmen und die Vollverkleidung eines Sporttourers mit dem Fahrwerk einer Reiseenduro und wird vom Hersteller als Adventure-Bike vermarktet. Während im Verkaufsprogramm und auf der Website von Honda das Motorrad in der Kategorie Enduro geführt wird, lautet der Werkscode RC 60. Bei Honda bezeichnet RC Straßenmotorräder, während Enduros die Kennung RD haben.
Laut der Zeitschrift Motorradfahrer hat Honda „einer Straßenmaschine, in dem Fall der Honda VFR, ein neues Outfit, verlängerte Federwege“ verpasst und „einen hohen Lenker für die touristische Sitzhaltung“ draufgesetzt.

## Technik
Der Antrieb erfolgt durch einen flüssigkeitsgekühlten Vierzylindermotor mit 782 cm³ Hubraum. Der Zylinderbankwinkel des quer montierten V-Motors beträgt 90°. Der Viertaktmotor erzeugt eine Nennleistung von 75 kW (102 PS) und ein maximales Drehmoment von 74 Nm. Die vier Zylinder haben eine Bohrung von 72 mm Durchmesser, die Kolben einen Hub von 48 mm bei einem Verdichtungsverhältnis von 11,6:1. Die vier Ventile je Zylinder werden von zwei obenliegenden Nockenwellen mit variabler Ventilsteuerung (VTEC) angesteuert. Ab einer Drehzahl von 7000 min−1 schaltet der Motor von Zwei- auf Vierventilbetrieb um. Die Gemischaufbereitung erfolgt durch eine programmierte Saugrohreinspritzung (engl. Programmed-Fuel Injection, PGM-FI). Eine Transistorzündanlage mit elektronischer Frühverstellung erzeugt den Zündfunken. Ein elektrischer Anlasser startet den Motor.
Das Fahrwerk baut auf einem Brückenrahmen aus Aluminium auf und hat hinten eine Einarmschwinge aus Aluminium und vorne eine Teleskopgabel mit 43 mm Standrohrdurchmesser. Die Kraftumwandlung erfolgt durch ein Sechsganggetriebe, der Sekundärantrieb über eine O-Ring-Kette. Eine hydraulisch betätigte Mehrscheiben-Ölbadkupplung trennt den Motor vom Getriebe.
Am Vorderreifen verzögert eine Doppelscheibenbremse mit Drei-Kolben-Bremssätteln, hinten eine Scheibenbremse mit Zwei-Kolben-Bremssattel. Ein kombiniertes Antiblockiersystem unterstützt die Verzögerung an beiden Bremsen. Das Motorrad beschleunigt in 3,7 Sekunden von 0 auf 100 km/h und erreicht eine elektronisch abgeregelte Höchstgeschwindigkeit von 200 km/h.
Die Abgasnachbehandlung erfolgt durch einen geregelten Katalysator und erfüllt die Schadstoffklasse EURO3. Die 4-2-1-Auspuffanlage besteht aus rostfreiem Stahl. Die Abgaskrümmer münden auf der rechten Seite in einem gemeinsamen End-Schalldämpfer.
Motorräder mit vergleichbarer Motorcharakteristik oder Fahrwerksgeometrie und weniger als einem Liter Hubraum sind die BMW F 800 GS, Yamaha TDM 900, KTM 990 Supermoto T, die Kawasaki Versys 1000 und die Triumph Tiger 800.

## Kritiken
„Schließlich ist man – sofern nicht übergroß − bequem auf der Fun-Reisemaschine untergebracht, serienmäßig bringt sie ein formidables ABS mit, und der aus der VFR bekannte V4 ist auch nicht von schlechten Eltern.“

„Mit der Crossrunner hat Honda Motorrad ein mehr als überzeugendes Gesamtpaket abgeliefert. Der Motor liefert mehr als genug Leistung, auch wenn er untenrum kräftiger sein könnte. Unterwegs ist die Honda die reinste Spaßmaschine. Super Handling bei gutem Komfort. Damit ist die Crossrunner sowohl bequem als auch sportlich. Allen macht sie es dennoch nicht recht. Sie ist kein Fall für Zwei, es sei denn man lässt das Gepäck zu Hause.“

„Für ein Funbike ist die Crossrunner zu schwer, für einen Tourer zu spartanisch, für eine Enduro zu wenig geländetauglich, für ein Naked-Bike zu verkleidet.“